# Bulgarije op het Eurovisiesongfestival 2020
Bulgarije zou deelnemen aan het Eurovisiesongfestival 2020 in Rotterdam, Nederland. Het zou de 13de deelname van het land aan het Eurovisiesongfestival geweest zijn. De BNT was verantwoordelijk voor de Bulgaarse bijdrage van 2020.

## Selectieprocedure
Op 13 november 2019 raakte bekend dat Bulgarije na een jaar afwezigheid terug zou keren naar het Eurovisiesongfestival. Sinds het debuut in 2005 hadden de Bulgaren weinig succes op het festival met alleen in 2007 een finaleplaats en meteen een vijfde plaats. Na twee jaar afwezigheid in 2014 en 2015 keerden de Bulgaren met veel succes terug met een vierde plaats in 2016 en een tweede plaats in 2017. Financiële problemen zorgden ervoor dat de Bulgaarse openbare omroep in 2019 niet aan het festival deelnam.
Op 25 november 2019 maakte de omroep bekend dat zangeres Victoria intern was geselecteerd om haar land te vertegenwoordigen. Het lied waarmee ze naar Rotterdam zou trekken werd op 7 maart 2020 vrijgegeven, en kreeg als titel Tears getting sober. 

## In Rotterdam
Bulgarije zou aantreden in de tweede halve finale op donderdag 14 mei 2020. Het Eurovisiesongfestival 2020 werd evenwel geannuleerd vanwege de COVID-19-pandemie.
2005 · 2006 · 2007 · 2008 · 2009 · 2010 · 2011 · 2012 · 2013 · 2014-2015 · 2016 · 2017 · 2018 · 2019-2020 · 2021 · 2022 · 2023-2025
Albanië · Armenië · Australië · Azerbeidzjan · België · Bulgarije · Cyprus · Denemarken · Duitsland · Estland · Finland · Frankrijk · Georgië · Griekenland · Ierland · IJsland · Israël · Italië · Kroatië · Letland · Litouwen · Malta · Moldavië · Nederland · Noord-Macedonië · Noorwegen · Oekraïne · Oostenrijk · Polen · Portugal · Roemenië · Rusland · San Marino · Servië · Slovenië · Spanje · Tsjechië · Verenigd Koninkrijk · Wit-Rusland · Zweden · Zwitserland